# بوبكر فوفانا
بوبكر فوفانا هو لاعب كرة قدم فرنسي في مركز نصف الجناح، ولد في 7 سبتمبر 1998 في باريس في فرنسا. لعب مع أولمبيك ليون.

## وصلات خارجية
- بوبكر فوفانا على موقع الاتحاد الأوربي (الإنجليزية)
- بوبكر فوفانا على موقع رابطة كرة القدم الفرنسية للمحترفين (الإنجليزية)
- بوبكر فوفانا على موقع قاعدة بيانات كرة القدم.إي يو (الإنجليزية)
- بوبكر فوفانا على موقع Soccerway.com (الإنجليزية)
- بوبكر فوفانا على موقع عالم كرة القدم.نت (الإنجليزية)